# 1884年香港
|        | 香港歷史 \| 香港歷史年表                                                                                                   |
| 世紀： | 18世紀香港 \| 19世紀香港 \| 20世紀香港                                                                                     |
| 年代： | 1850年代香港 \| 1860年代香港 \| 1870年代香港 \| 1880年代香港 \| 1890年代香港 \| 1900年代香港 \| 1910年代香港               |
| 年份： | 1880年香港 \| 1881年香港 \| 1882年香港 \| 1883年香港 \| 1884年香港 \| 1885年香港 \| 1886年香港 \| 1887年香港 \| 1888年香港 |
| 紀年： | 甲申年（猴年）、香港開埠43周年                                                                                             |

## 大事記
- 4月18日：九龍大角咀海邊發現男屍。[1]
- 9月至10月：香港反法大罷工